# Pointe de Corsen
Der Pointe de Corsen ist ein Kap in der Commune Plouarzel, im Département Finistère, Region Bretagne, Frankreich. Es ist der westlichste Punkt Kontinentalfrankreichs.
In der Nähe befindet sich der Leuchtturm von Trézien, der die Grenze zwischen Atlantik und Ärmelkanal markiert.
Hier liegt auch das CROSS (Centre régional opérationnel de surveillance et de sauvetage) Corsen, dessen Hauptaufgabe es ist, den Seeverkehr vor Ouessant zu überwachen und die Seenotrettung zwischen dem Mont Saint-Michel und Penmarch zu koordinieren.
|                                                  |                                                            |
| Zusammentreffen des Ärmelkanals mit dem Atlantik | Pointe de Corsen: Entfernungsangaben nahegelegener Objekte |